# Ross Hepburn
Ross Hepburn es un deportista británico que compitió por Escocia en curling. Ganó una medalla de bronce en el Campeonato Mundial de Curling Masculino de 2010.

## Palmarés internacional
| Representando a Escocia |                            |                   |        |
| Campeonato Mundial      |                            |                   |        |
| Año                     | Lugar                      | Medalla           | Prueba |
| 2010                    | Cortina d'Ampezzo (Italia) | Medalla de bronce | Equipo |